# كريم مارتن
كريم مارتن (بالإنجليزية: Kareem Martin)‏ هو لاعب كرة قدم أمريكية أمريكي، ولد في 19 فبراير 1992 في رونوك رابيدز في الولايات المتحدة.

## وصلات خارجية
- كريم مارتن على موقع مرجع كرة القدم المحترفة.كوم (الإنجليزية)